# Jhilmar Lora
Carlos Jhilmar Lora Saavedra (Callao, Peru, 24 de outubro de 2000), é um futebolista peruano que atua como lateral-direito ou ala. Atualmente joga pelo Sporting Cristal da Liga 1 do Peru. É titular absoluto pela Seleção Peruana de Futebol desde 2021.
Iniciou a carreira desportiva nas pedreiras do Sporting Cristal em 2011. Em 2020, participou da Copa Libertadores da América Sub-20. Em 2021, aos 20 anos, participou da Copa Conmebol Libertadores e da Copa Sul-Americana.
Com a Equipe Reserva do Sporting Cristal Club, Jhilmar Lora conquistou 5 títulos nacionais, entre eles a Copa Modelo do Centenário 2016, o Torneio Centenário Sub-17 2018 e os Torneios Promoção e Reserva 2016, 2018 e 2019. Também conseguiu ganhe 7 torneios curtos.: Torneio de verão 2018, Apertura 2016, 2017, 2018 e Clausura 2016, 2018 e 2019. Com a primeira equipe do Sporting Cristal, ele conquistou 3 títulos, incluindo Liga, Torneio Apertura e Copa Bicentenario.
Com a seleção peruana de futebol em 3 jogos, é o primeiro jogador da seleção peruana mais jovem a estrear na Copa América do século XXI. Nas categorias inferiores, integrou a Seleção Peruana do Campeonato Sul-Americano de Futebol Sub-15 de 2015, disputado no Equador, em 4 jogos. Participou do torneio continental: Brasil 2021.
Lora, por sua notável capacidade de aceleração e criatividade, foi comparado ao ex-futebolista e diretor técnico peruano Nolberto Solano. Julio Cesar Uribe o considerou um jogador de estatura internacional produzido pelo Peru. Por ser um ala dotado de drible e grande habilidade com a bola, considerado um dos mais promissores juvenis do Peru.

## Vida pregressa
Lora nasceu em 24 de outubro de 2000 em Callao. Tendo crescido em uma família unida que amava o futebol, "Jhil" desenvolveu uma paixão pelo esporte desde cedo, jogando constantemente no bairro de Boterín. Aos quatro anos ingressou no clube local Alianza Lima localizado no Liceo Naval Capitán de Navío Germán Astete, localizado no distrito de La Perla, a 10 minutos de sua casa, onde foi treinado por Nill Gonzáles. Posteriormente, foi formado por Bruno Ferreira e em 2013 foi recebido pelo professor Hitzvan Tazayco.
Seguidora de longa data do Sporting Cristal, Lora ingressou no clube de Lima quando tinha onze anos. Durante os oito anos em que jogou pelos times juvenis, ele venceu quase todos os torneios juvenis e foi quase invencível pelo time juvenil. A maior parte desse grupo de jogadores era muito técnica. Fiquei feliz com o Jhilmar pelas condições que ele está mostrando, porque naquele momento ele não se destacou, mas de repente naquele momento um atacante ou meio-campista se destacou. Por seu turno, Conrad Flores, que o dirigiu na pedreira e sub-20 do Sporting Cristal, disse que Jhilmar Lora inicialmente não jogou como marcador, mas sim noutra posição. “No início ele era central e Benjamín Villalta era lateral direito. Por isso, pelas suas características de jogo, resolvi mudar de posição: Villalta como ponta e Lora como lateral direito ”.
Lora jogou em todas as competições, fez amizade com seus companheiros, entre eles João Grimaldo e Benjamin Villalta. Lora tornou-se parte integrante da equipa juvenil do Sporting Cristal. Na primeira temporada completa (2016), foi campeão do Torneio Reserva - Apertura y Clausura- e Copa Modelo Centenário. Em sua segunda temporada (2017), foi campeão do Torneio Reserva - Apertura- e Torneio do Centenário Sub-17 Clausura, na final dessa sua equipe deu uma vitória por 3 a 2 sobre o Alianza Lima, Lora fez o gol da vitória após traçar o 0-2. Uma semana depois, ele perderia o título nacional para a Universitario. Em sua terceira temporada (2018) foi campeão do Torneio Reserva - Apertura-. Em sua última temporada (2019) foi campeão do Torneio Reserva - Apertura-, Lora foi promovido ao primeiro time no meio do ano, porém teve que ser convocado para seguir na Copa Libertadores de sua categoria no ano seguinte onde ele se perdeu na fase de grupos.

## Carreira do clube

### Sporting Cristal

#### 2019-2020: promoção ao primeiro time
Durante a temporada de 2019, em 7 de agosto de 2019, assinou seu primeiro contrato profissional e foi transferido para o time titular. Aos 19 anos e 16 dias estreou-se pela equipa titular na partida do campeonato contra o Melgar, entrando como suplente aos 61 minutos no lugar de Renzo Revoredo. Na temporada de 2020, jogou 4 vezes como titular em partidas do campeonato e no final da temporada sagrou-se campeão do Peru pelo clube.

#### 2021-presente: Torne-se um jogador onze inicial
Em 31 de janeiro de 2021, o Sporting Cristal confirmou a prorrogação do contrato com Lora até o final de 2023. Em 13 de março, deu a primeira assistência na carreira a Christopher González na partida do primeiro dia da nova temporada contra o clube "Deportivo Binacional" (4: 0). No dia 21 de abril de 2021, estreou-se na Copa Libertadores na partida contra o São Paulo (0: 3), entrando como reserva no minuto 82. No dia 14 de julho de 2021, estreou-se na Copa Sul-Americana pela partida das oitavas de final contra o Arsenal de Sarandí (2: 1), como titular. Seu clube foi para as quartas de final, onde perdeu para o Peñarol nas duas partidas (1: 3) e (0: 1). Em 17 de setembro de 2021 deu sua segunda assistência na carreira a Marcos Riquelme na partida da décima primeira jornada da nova temporada contra o clube da Universidade Técnica de Cajamarca (6: 1).

## Carreira internacional

### Peru

#### 2015: Amigáveis e Sul-americanos Sub-15
Ele fez parte do elenco nos amistosos de agosto de preparação para o Campeonato Sul-Americano de Futebol Sub-15, estreando no dia 11 de agosto na primeira mão contra o Uruguai, perdendo por 0-2 em Videna. Em 13 de agosto, ele enfrentou o Uruguai novamente na segunda mão na mesma fase, Lora começou onde o Peru perdeu por 0-1. Em 17 de agosto, ele enfrentou o Atlético Nacional, onde o Peru perdeu com Lora do titular por 0-5 na National Sports Village. Na segunda mão, no mesmo local, o Lora voltou a jogar contra o Atlético Nacional, onde o Peru voltou a perder, desta vez por 1-2. Um mês depois, ele foi convocado para um amistoso contra o Equador, jogando a primeira partida em 22 de setembro no La Videna field 1, onde perdeu por 0-1. A segunda partida foi disputada em 25 de setembro em La Videna, onde empatou por 2 a 2 . Em 19 de novembro de 2015, Jhilmar Lora foi selecionado para a Seleção Peruana de Futebol Sub-15 pelo técnico Juan José Oré, integrando a Seleção Peruana para o Campeonato Sul-Americano de Futebol Sub-15, disputado na Colômbia. Jogando 4 partidas no Grupo B. No primeiro encontro enfrenta o Uruguai no Estádio Municipal de Montería perdendo por 0 a 4. Na segunda partida, no mesmo estádio, enfrenta a Bolívia por 0 a 3. No terceiro encontro enfrenta o Brasil perdendo por 1 a 6 no penúltimo e último data para o Peru enfrentaria o Chile, vencendo por 3-1, o Peru seria quarto do Grupo B e oitavo na tabela geral em ambos, respectivamente, com 3 pontos.

#### 2021: Estreia e Copa América
Em 27 de abril de 2021, o técnico Ricardo Gareca apresentou um desafio preliminar de 50 jogadores para a Copa América do Peru para a Copa América 2021, que incluía Jhilmar Lora. Em 21 de maio, ele foi convocado pela primeira vez para as eliminatórias da Copa do Mundo de 2022, contra Colômbia e Equador. Em 10 de junho entrou na candidatura final da seleção nacional para a Copa América do Brasil. Na partida das quartas de final do torneio contra o Paraguai, Lora estreou pela seleção nacional, entrando em campo no lugar de Aldo Corzo em 90 + 2 minutos. A partida terminou com um placar de 3: 3 e a seleção peruana venceu nos pênaltis. Nas partidas subsequentes, a semifinal contra o Brasil (0: 1) e a disputa pela 3ª colocação contra a Colômbia (2: 3), Lora entrou em campo mais duas vezes no lugar de Corzo e conquistou a quarta colocação com seu time na final do torneio. Em 29 de agosto, ele foi convocado com urgência para o confronto da Copa do Mundo de 2022 com Uruguai, Venezuela e Brasil.